# Phiala punctulata
Phiala punctulata är en fjärilsart som beskrevs av Arnold Pagenstecher 1903. Phiala punctulata ingår i släktet Phiala och familjen Eupterotidae. Inga underarter finns listade i Catalogue of Life.